# Agrypon tenuipligatum
Agrypon tenuipligatum är en stekelart som beskrevs av Wang 1985. Agrypon tenuipligatum ingår i släktet Agrypon och familjen brokparasitsteklar. Inga underarter finns listade i Catalogue of Life.